# Carlos Gerbase
Carlos Gerbase (Porto Alegre, 1 de fevereiro de 1959) é um cineasta, músico, escritor e jornalista brasileiro. 
É filho do médico e ex-presidente do Grêmio, José Gerbase.

## Formação
Formou-se em Comunicação Social/Jornalismo pela PUCRS (1980), fez doutorado em Comunicação Social pela PUCRS (2003) e pós-doutorado em Cinema pela Université Sorbonne Nouvelle - Paris 3, França (2010).  Atuou como professor na área audiovisual (cinema e fotografia) na PUCRS (Famecos, graduação e pós-graduação, 1981-2021), na UFRGS (Faculdade de Biblioteconomia e Comunicação, graduação, 1992-1994) e no Colégio Israelita Brasileiro de Porto Alegre (ensino médio, 1984-1987). 

## Carreira
Foi um dos membros fundadores da banda de punk rock Os Replicantes, criada em 1984, a princípio como letrista e baterista.  Com a saída de Wander Wildner da banda, em 1989, assumiu os vocais, entregando novamente o posto a Wander em 2002, quando retirou-se da banda.  Em 2013, lançou o CD Destrua você mesmo, em que interpreta clássicos dos Replicantes em novas versões de músicos gaúchos.  Em 2023 liderou o projeto Replicante Apaixonado, com diversos shows realizados.
Como jornalista, atuou como repórter e subeditor do jornal Folha da Tarde (Companhia Jornalística Caldas Júnior), entre 1980 e 1981. Colaborou com o jornal Tchê (1980-1983) e com a revista Wonderfull (1988-1990), além dos sites ZAZ (roteirista, 1996-1997) e Terra (crítico de cinema, 2000-2001).  Colaborou também com uma coluna quinzenal sobre cultura no jornal Zero Hora (2013-2024). 
Integrante por 24 anos da Casa de Cinema de Porto Alegre, deixou a produtora em 2011, juntamente com Luciana Tomasi, para criar a Prana Filmes.

## Filmografia[13]

### Diretor e roteirista
- 2024 - Um ano em Vortex (série documental em 7 episódios) [14]
- 2023 - O exército de um homem só (curta-metragem em homenagem a Moacyr Scliar) [15]
- 2019 - Arno Lise: a arte da natureza (documentário, média-metragem) [16]
- 2018 - Diálogo sobre o cinema (série de TV documental) [17]
- 2017 - Bio - construindo uma vida (longa-metragem)
- 2015 - Professor Aranha (curta-metragem para Museu de Ciências e Tecnologia da PUCRS) [18]
- 2015 - Na PUCRS (curta-metragem) [19]
- 2014 - Dr. Love and Mr. Hate (curta-metragem para projeto Fronteiras do Pensamento) [20]
- 2013 - Ocidentes: episódio As Bateristas (série de TV) [21]
- 2012 - Menos que nada (longa-metragem) [22]
- 2009 - 1983, o ano azul (documentário) [23]
- 2007 - 3 Efes (longa-metragem)
- 2005 - Sal de prata (longa-metragem)
- 2002 - Faustina (especial de TV) [24]
- 2001 - O comprador de fazendas (especial de TV) [25]
- 2001 - O amante amador (especial de TV) [26]
- 2000 - Tolerância (longa-metragem)
- 1997 - Sexo & Beethoven, o reencontro (curta-metragem) [27]
- 1997 - Grêmio, coração e raça (média-metragem, documentário) [28]
- 1995 - Deus ex-machina (curta-metragem) [29]
- 1991 - Sexo, drogas & família (curta-metragem) [30]
- 1990 - O corpo de Flávia (curta-metragem) [31]
- 1990 - Ao sul das raças (documentário especial de TV)
- 1989 - A roleta (vídeo didático de média-metragem) [32]
- 1988 - Aulas muito particulares (curta-metragem) [33]
- 1987 - Passageiros (curta-metragem) [34]
- 1986 - A saúde do amor (vídeo didático de curta-metragem) [35]
- 1984 - Verdes anos (longa-metragem)
- 1983 - Interlúdio (curta-metragem) [36]
- 1983 - Inverno (longa-metragem em super-8) [37]
- 1981 - Amor sem dor (curta-metragem didático em super-8)
- 1980 - Sexo & Beethoven (curta-metragem em super-8) [38]
- 1980 - Mean girl (curta-metragem em super-8)
- 1979 - Meu primo (curta-metragem em super-8) [39]

### Apenas roteirista
- 2014 - X-Coração (série infanto-juvenil veiculada pelos canais DisneyXD e TV Brasil)
- 2009 - Decamerão: a comédia do sexo (série de TV baseada na obra de Giovanni Boccaccio)
- 2001 - A importância do currículo na carreira artística (autor do conto homônimo adaptado) [40]
- 1999 - Assim é, se lhe parece (episódio da série de TV Você Decide) [41]
- 1999 - Luna caliente (série de TV baseada no romance de Mempo Giardinelli)
- 1997 - Anchietanos (episódio da série A comédia da vida privada) [42]
- 1996 - As idades do amor (episódio da série A comédia da vida privada) [43]
- 1995 - Engraçadinha: seus amores e seus pecados (série de TV baseada no romance de Nélson Rodrigues)
- 1995 - Vidigal: memórias de um sargento de milícias (episódio da série de TV Brava Gente, baseada no romance de Manuel Antônio de Almeida) [44]
- 1994 - Memorial de Maria Moura (minissérie de TV baseada no romance de Rachel de Queiroz)

### Clipes musicais (diretor e roteirista)
- 2019 - Papel de mau (Carlos Gerbase - Projeto Destrua Você Mesmo) [45]
- 2013 - Astronauta (Carlos Gerbase - Projeto Destrua Você Mesmo) [46]
- 2007 - Juro que não (TNT)
- 1993 - A vida começa aos 30 (Os Replicantes) [47]
- 1991 - Sonho technicolor (Os Replicantes)
- 1990 - Lobo da estepe (Os Cascavelletes) [48]
- 1990 - Os cegos também vão ao cinema (Os Replicantes)
- 1987 - Festa punk (Os Replicantes) [49]

### Obras de ficção
- 2024 - As Willis: sexo, morte e escaravelhos (romance, Ed. Besouro Box) [50]
- 2021 - O caderno dos sonhos de Hugo Drummond (romance, Ed. Diadorim) [51]
- 2018 - O que resta das coisas (coletânea de contos, conto "Aos 17, no Rian", Ed. Zouk) [52]
- 2012 - Todos morrem no fim (romance, ed. Sulina) [53]
- 2006 - Professores (romance, ed. Record) [54]
- 2006 - Contos do novo milênio (coletânea de contos, IEL, um conto) [55]
- 2006 - Contos de bolsa (coletânea de contos, ed. Casa Verde, dois contos) [56]
- 2001 - Pata Maldita (cibernovela de autoria coletiva, ed. Armazém Digital)
- 2000 - Contos cinematográficos (contos, ed. Artes & Ofícios) [57]
- 1987 - Comigo, não! (contos, ed. L&PM) [58]
- 1984 - Geração 80 (coletânea de contos, ed. Mercado Aberto; contos "Feliz aniversário" e "A paixão de Haroldo")
- 1981 - Prêmio Habitasul - Correio do Povo Revelação Literária (coletânea de contos premiados, ed. IEL, contos "O caso da camiseta" e "Comigo, não!")
- 1979 - Prêmio Apesul Revelação Literária (coletânea de contos premiados, ed. IEL, contos "Casamata" e "Haroldo II")

### Obras de não ficção
- 2018 - Anarquia é utopia: faça uma todo dia (crônicas, Ed. Besouro Box) [59]
- 2016 - Diálogo sobre o cinema (com Nelson Nadotti, ensaios/ correspondência, Ed. Escritos) [60]
- 2013 - Primeiro filme (didático, ed. Artes & Ofícios) [61]
- 2003 - Cinema: Direção de atores (didático, ed. Artes & Ofícios) [62]
- 2003 - Impactos das tecnologias digitais na narrativa cinematográfica (tese de doutorado, Edipucrs) [63]

## Discografia
- 2013 - Destrua você mesmo (CD, versões de clássicos da banda Os Replicantes) - vocal [64]
- 2001 - A volta dos que não foram (CD, Os Replicantes) - vocal [65]
- 1996 - Os Replicantes: ao vivo (CD) - vocal [66]
- 1991 - Andróides sonham com guitarras elétricas (LP, Os Replicantes) - vocal [67]
- 1989 - Papel de mau (LP, Os Replicantes ) - bateria e backing vocal [68]
- 1987 - Histórias de sexo & violência (LP, Os Replicantes) - bateria e backing vocal [69]
- 1986 - O Futuro é Vortex (LP, Os Replicantes) - bateria e backing vocal [70]
- 1985 - Rock Grande do Sul (LP, músicas "Surfista calhorda" e "A verdadeira corrida espacial", da banda Os Replicantes) - bateria e backing vocal [71]
- 1985 - Os Replicantes (compacto duplo) - bateria e backing vocal [72]
- 1984 - Rock Garagem (LP, música "O princípio do nada", da banda Os Replicantes) - bateria e backing-vocal [73]

## Exposições
- 2025 - Memória Vintage: bancando a economia - Coordenação Geral - Farol Santander, Porto Alegre [74]
- 2025 - Fotos de Cenas: Cinema, Música e Teatro em Porto Alegre - Mostra individual como fotógrafo - Galeria Ecarta, Porto Alegre [75]
- 2025 - 5 Elementos: qual é o seu? - Coordenação Geral - Farol Santander, Porto Alegre [76]
- 2024 - Os Replicantes: 1984-2024 - Pesquisa e consultoria - Museu do Trabalho, Porto Alegre [77]
- 2023 - Lupi: pode entrar que a casa é tua - Curadoria - Farol Santander Porto Alegre [78]
- 2022 - Sioma, o Retratista de Porto Alegre - Coordenação técnica - Farol Santander Porto Alegre [79]
- 2015 - Imagina Erico / Clarissa - Curadoria - Shopping Praia de Belas, Porto Alegre [80]
- 2014 - Moacyr Scliar, o centauro do Bom Fim - Curadoria - Santander Cultural, Porto Alegre [81]
- 2013 - Cinema no set - Curadoria - Museu de Ciências e Tecnologia da PUCRS, Porto Alegre [82]